# Silly Symphonies

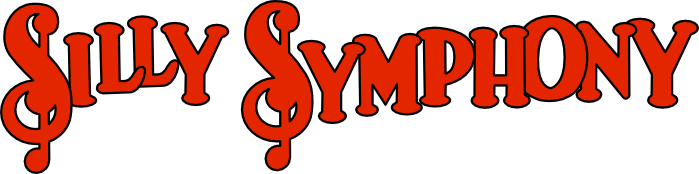
Логотип мультсеріалу Silly Symphonies

«Безтурботні симфонії» (англ. Silly Symphonies) — мультиплікаційний серіал, створений Walt Disney Productions, що виходив з 1929 по 1939 роки. На відміну від серії мультфільмів про Міккі Мауса, в цьому мультсеріалі не було постійних героїв за винятком персонажів мультфільму "Три поросятка" та трьох його продовжень. У цьому серіалі вперше з'являється такі персонажі як Дональд Дак (м/ф "Маленька мудра курочка", 1934) та Плуто (м/ф "Просто собаки", 1932), про яких згодом були зняті окремі серіали. Мультфільм "Квіти і дерева" (1932) став першим короткометражним анімаційним фільмом, який отримав премію «Оскар».

## Список мультфільмів
| № | Назва                                                   | Дата випуску      | Режисер                        | Тривалість |
| --- | ------------------------------------------------------- | ----------------- | ------------------------------ | ---------- |
| 1 | Танок скелетів The Skeleton Dance                       | 22 серпня 1929    | Волт Дісней                    | 5:31       |
| Зловісна темрява оповиває стародавній цвинтар, на якому після опівночі поруч з могилами витанцьовують кумедні скелети. Але перший ранковий крик півня перерве танцюристів. |                                                         |                   |                                |            |
| 2 | Страшенний тореадор El Terrible Toreador                | 26 вересня 1929   | Волт Дісней                    | 6:14       |
| Важко живеться тореадору в Іспанії. Аби завоювати серце дами йому доводиться звершувати подвиги та битися за неї... |                                                         |                   |                                |            |
| 3 | Весна Springtime                                        | 24 жовтня 1929    | Аб Айверкс                     | 6:14       |
| Мультфільм у притаманній серіалу веселій музичній манері розповідає про життя лісових мешканців навесні. |                                                         |                   |                                |            |
| 4 | Пекельні дзвони Hell's Bells                            | 30 жовтня 1929    | Аб Айверкс                     | 5:49       |
| Жартівлива музична фантазія на тему життя Сатани та інших мешканців Пекла: кажанів, алігатора, триголового пса Цербера, чортів тощо. |                                                         |                   |                                |            |
| 5 | Веселі гноми The Merry Dwarfs                           | 16 грудня 1929    | Волт Дісней                    | 5:57       |
| Глибоко в лісовій хащі веселі гноми побудували містечко. Тут вони танцюють, працюють й бешкетують... |                                                         |                   |                                |            |
| 6 | Літо Summer                                             | 6 січня 1930      | Аб Айверкс                     | 5:51       |
| Мультфільм у притаманній серіалу веселій музичній манері розповідає про життя лісових мешканців влітку. |                                                         |                   |                                |            |
| 7 | Осінь Autumn                                            | 13 лютого 1930    | Аб Айверкс                     | 6:24       |
| Мультфільм у притаманній серіалу веселій музичній манері розповідає про життя лісових мешканців восени. |                                                         |                   |                                |            |
| 8 | Витівки канібалів Cannibal Capers                       | 13 березня 1930   | Берт Джіллетт                  | 5:56       |
| Плем'я канібалів зібралося станцювати племінний танець. Але їм не судилося, бо танець перервав лютий лев, який влаштував безглузду погоню за одним із людожерів... Мільтфільм має два варіанти закінчення. |                                                         |                   |                                |            |
| 9 | Риба, що пустує Frolicking Fish                         | 8 травня 1930     | Берт Джіллетт                  | 6:02       |
| Розважальний музичний мультфільм-комедія. Усі сцени під водою, усі герої мультфільму - риби. Риби танцюють і співають. Восьминіг – лиходій, що наприкінці мультфільму отримує на горіхи через те, що переслідує безпорадну рибку. |                                                         |                   |                                |            |
| 10 | Арктичні витівки Arctic Antics                          | 5 червня 1930     | Аб Айверкс                     | 7:00       |
| Арктичні мешканці чудово проводять час, співають і танцюють. Деякі з їхніх витівок дуже кумедні і смішні... |                                                         |                   |                                |            |
| 11 | Опівночі в крамниці іграшок Midnight in a Toy Shop      | 3 липня 1930      | Вілфред Джексон                | 7:34       |
| Павук, що укривається від сніжної бурі в іграшковій крамниці бачить, як бешкетує товар у зачиненому магазині... |                                                         |                   |                                |            |
| 12 | Ніч Night                                               | 31 липня 1930     | Волт Дісней                    | 6:53       |
| Чергова смішна серія про тварин та їх нічне життя… |                                                         |                   |                                |            |
| 13 | Мавпячі мелодії Monkey Melodies                         | 10 серпня 1930    | Берт Джіллетт                  | 7:00       |
| Всі тварини в джунглях співають і танцюють. Але дві закохані мавпи хочуть усамітнитися та не підозрюють про безліч небезпек, які на них чекають... |                                                         |                   |                                |            |
| 14 | Зима Winter                                             | 5 листопада 1930  | Берт Джіллетт                  | 6:53       |
| Зима і для тварин зима. Вона дає багато розваг: можна кататися на ковзанах, валятися в снігу, кидатися ним та вигадавути безліч інших витівок... |                                                         |                   |                                |            |
| 15 | Грайливий Пан Playful Pan                               | 28 грудня 1930    | Берт Джіллетт                  | 6:59       |
| Пан — грецький бог лісів, мисливців та пастухів грається та бешкетує в лісі аж поки не спалахує пожежа, яку вій має приборкати... |                                                         |                   |                                |            |
| 16 | Пташині пір'ячка Birds of a Feather                     | 3 лютого 1931     | Берт Джіллетт                  | 8:06       |
| Лебеді плавають, павич демонструє своє пір'я, качки крякають, дятел переслідує гусеницю, сови у кронах утворюють хор. Курка женеться за черв’яком, забувши власних діточок, аж поки яструб не атакує їх. Коли яструб схопив одне пташеня, ворони утворили пташину ескадру аби відбити жертву в хижака. |                                                         |                   |                                |            |
| 17 | Мелодії матінки Гуски Mother Goose Melodies             | 16 квітня 1931    | Берт Джіллетт                  | 8:12       |
| Старий король Коуль викликає різних персонажів з книжки матінки Гуски задля своєї розваги. Він кличе трьох сліпих мишенят як своїх «скрипалів», маленьку міс Маффіт, Джека та Джілл (які зустрічаються з простаком Саймоном на вершині пагорбу), Хитуна-Бовтуна (якого матінка Гуска збиває зі стіни), неслухняного Джека (що колупається у різдвяному сливовому пиріжку), маленьку дівчинку Бо (яка загубила овечок, а Блакитний хлопчик допоміг іх зібрати, хоча одна з овечок в цей час потрапила в бруд та стала "Бе-Бе Чорною вівцею"). Для короля також грає музичне тріо: Кіт, Корова та Собака. |                                                         |                   |                                |            |
| 18 | Китайська тарілка The China Plate                       | 23 травня 1931    | Вілфред Джексон                | 7:33       |
| У цьому мультфільмі оживає китайська тарілка з фарфору та розповідає історію про двох закоханих: молодика та дівчину. Спершу їм доводиться мати справу із гладким роздратованим імператором - батьком дівчини. Він ганяється за ними через те, що хлопець зіпсував йому відпочинок, а також через те, що не схвалює знайомство доньки із пересічним рибалкою. Потім двох дітей переслідує дракон, що дихає вогнем... Скільки ж випробувань треба подолати молодятам, аби назавжди бути разом? |                                                         |                   |                                |            |
| 19 | Заклопотані бобри The Busy Beavers                      | 30 червня 1931    | Берт Джіллетт                  | 7:06       |
| Мультфільм розповідає про спільноту бобрів, що будують свою греблю. Незабаром один з них намагається врятувати цю греблю, коли їй загрожує потоп... |                                                         |                   |                                |            |
| 20 | Кота немає вдома The Cat's Out                          | 28 липня 1931     | Вілфред Джексон                | 7:20       |
| Кота виганяють з дому вночі і він стикається з багатьма негараздами. Спочатку він намагається зловити птаха, що співає на даху, але той відлітає, тягнучи кота за собою. Флюгер з даху падає на кота, ледь не вбиваючи бідолашного. Тоді кіт непритомніє й починає бачити гігантських птахів, які знущаються з нього, і відтоді все, здається, оживає і мучить його. Він марить гігантськими павуками й зловісними деревами. |                                                         |                   |                                |            |
| 21 | Єгипетські мелодії Egyptian Melodies                    | 27 серпня 1931    | Вілфред Джексон                | 6:21       |
| У цьому мультфільмі павук блукає єгипетською гробницею. Потрапивши всередину гробниці він бачить як мумії починають танцювати, а ієрогліфи оживають... |                                                         |                   |                                |            |
| 22 | Магазин годинників The Clock Store                      | 28 вересня 1931   | Вілфред Джексон                | 7:12       |
| Різноманітні годинники, як настінні так і наручні, в магазині годинників танцюють, дзвонять будилами та розважаються, як хочуть у часи, коли ніхто не може їх побачити... |                                                         |                   |                                |            |
| 23 | Павук і муха The Spider and the Fly                     | 23 жовтня 1931    | Вілфред Джексон                | 7:14       |
| Неподалік кухні, що заповнена мухами, прокинувся павук. Він грає на своїй павутині, немов на арфі, приваблюючи таким чином закоханих мух. Самка потрапляє у пастку, а самець викликає кінноту, яка атакує павука верхи на ґедзях, бабки скидають на нього бомби з перцю, інші мухи бомбардують корками від пляшок з шампанським. Кінець кінцем мушине військо підпалює павутиння та ловить павука на липучку. |                                                         |                   |                                |            |
| 24 | Полювання на лиса The Fox Hunt                          | 20 листопада 1931 | Вілфред Джексон                | 6:22       |
| Вранці в англійській сільській місцевості для тамтешніх аристократів настає час взяти участь у улюбленій розвазі - полюванні на лиса. Як це відбувається і чим може закінчиться?.. |                                                         |                   |                                |            |
| 25 | Гидке каченя The Ugly Duckling                          | 17 грудня 1931    | Вілфред Джексон                | 6:44       |
| Незважаючи на те, що цей короткометражний мультфільм заснований на казці Ганса Крістіана Андерсена 1843 року "Гидке каченя" (дан. Den grimme Ælling), єдиною спільною рисою із першоджерелом є те, що одне пташеня народилося в родині іншого та його унікальні здібності дозволили йому стати чимось особливим. У цій версії курка спить, коли з яєць вилуплюються пташенята. Шість курчаток її цілком задовольняють, однак, останнє виявляється каченятком, якого випадково сплутали господарі і підклали квочці. Курка з курчатами нехтує каченям, яке намагається віднайти прихильність мами та сестер. Але в нього нічого не виходить. Тоді воно намагається знайти прихильність собаки, корови і, навіть, жаби, але теж безрезультатно. Незабаром корова сповіщає всіх, що треба ховатися, бо насувається смерч... Усе господарство опиняється у небезпеці, дорослі тварини розгублені і безпорадні і лише гидке каченя рятує зведених сестер-курчат від загибелі... |                                                         |                   |                                |            |
| 26 | Магазин птахів The Bird Store                           | 16 січня 1932     | Вілфред Джексон                | 6:52       |
| В зоомагазині, що спеціалізується на птахах, різні птахи у клітках щебечуть на свій лад. Але голодна кішка вдирається через відкриту фрамугу, здіймає паніку та стикається із запеклим опором птахів... |                                                         |                   |                                |            |
| 27 | Ведмеді та бджоли The Bears and Bees                    | 15 липня 1932     | Вілфред Джексон                | 6:21       |
| Два ведмедики жартома тузаються, а потім ласують ягодами, аж поки великий злючий ведмідь не проганяє їх. Ведмежати знаходять бджолу, слідкують за нею та знаходять вулик, з якого починають красти мед. Великий злючий ведмідь відганяє їх, але бджоли помічають нахабу і створюють загін задля відсічі злодію... |                                                         |                   |                                |            |
| 28 | Просто собаки Just Dogs                                 | 12 серпня 1932    | Берт Джіллетт                  | 7:14       |
| Плуто потрапляє до притулку для собак, але його товариш по клітці виривається й випускає усіх інших собак. У парку цей товариш постійно намагається віднайти прихильність Плуто та врешті знаходить для нього величезну кістку. Але незабаром всі інші біглі собаки, захочуть її відібрати... |                                                         |                   |                                |            |
| 29 | Квіти і дерева Flowers and Trees                        | 30 липня 1932     | Берт Джіллетт                  | 7:50       |
| Одним весняним ранком у прекрасному саду Дерево-хлопчик закохався в Дерево-дівчинку, але його підступний суперник має намір хитрістю викрасти її серце. Проте на допомогу завжди готові прийти танцюючі квіточки і пташки, які проженуть лиходія і допоможуть деревам знайти свою любов. |                                                         |                   |                                |            |
| 30 | Цар Нептун King Neptune                                 | 10 вересня 1932   | Берт Джіллетт                  | 7:14       |
| Цар Нептун розважається на дні океану в компанії русалок, де всі брюнетки, за винятком єдиної руденької. Коли русалки рушають на скелю відпочивати їх помічає група розпусних піратів, які намагаються захопити їх та хапають лише руденьку. З переляканої молодої русалки жорстокі пірати знущаються, тягнуть за волосся, проте вона вдало відбивається від них. Розлючені підданці царя Нептуна задля порятунку русалоньки влаштовують фантастичний військово-морський бій, але й пірати успішно відбиваються від нападників аж поки Нептун не підніметься на поверхню задля наведення ладу... |                                                         |                   |                                |            |
| 31 | Закохані комашки Bugs in Love                           | 1 жовтня 1932     | Берт Джіллетт                  | 7:03       |
| На стихійному сміттєзвалищі двоє комашок жадають шаленого кохання й усамітнення. Аж раптом хижа ворона вирішує поласувати ними. Вони були б приречені, якби не братерська допомога інших комах у боротьбі із злим нещадним ворогом задля щастя закоханих... |                                                         |                   |                                |            |
| 32 | Дітки в лісі Babes in the Woods                         | 19 листопада 1932 | Берт Джіллетт                  | 7:42       |
| Колись давно мені розповіли про фей і гоблінів, про зухвалих відьом, що захопили і ліс, і луки, і долини. І ось легенда, яка записана в книгах... Пам'ятаєш, одного разу двоє дітей пішли в ліс. Їхніх імен вже ніхто не пам'ятає. У світлий літній день вони пішли до лісу. Так розповідали люди. |                                                         |                   |                                |            |
| 33 | Майстерня Санти Santa's Workshop                        | 10 грудня 1932    | Вілфред Джексон                | 6:40       |
| На далекому Північному полюсі живе Санта-Клаус. Та не сам, а з веселими ельфами, які співають і працюють, щоб зробити іграшки для дівчаток й хлопчиків... |                                                         |                   |                                |            |
| 34 | Птахи навесні Birds in the Spring                       | 11 березня 1933   | Девід Хенд                     | 7:17       |
| Навесні різні птахи будують гнізда і доглядають за яйцями. Одна пташина пара з тривогою чекає на вилуплення пташенят з трьох яєць. Час плине, і ось вже малюки розвиваються: вчаться співати та літати. Одна пташечка рушає на досліди навколишнього світу. Вона зустріне коників, інших птахів, а також гримучу змію, що намагатиметься з'їсти пташеня... |                                                         |                   |                                |            |
| 35 | Ковчег батька Ноя Father Noah's Ark                     | 8 апреля 1933     | Вілфред Джексон                | 8:25       |
| Батько Ной розпочав будівництво Ковчега. Він складає плани і віддає команди щодо його побудови. Його сини Хам, Сим і Яфет будують ковчег від світанку до темряви і роблять багато гамору. Тварини допомогають їм, а їхні дружини завантажують продовольчі запаси, аби пережити потоп... |                                                         |                   |                                |            |
| 36 | Три поросятка Three Little Pigs                         | 27 травня 1933    | Берт Джіллетт                  | 8:43       |
| Троє братів-поросяток будують власні будинки з цегли, дерева та соломи. Всі вони грають на різних музичних інструментах: на флейті, скрипці та фортепіано. Перші двоє будують свої будинки з великою легкістю, після чого весь день відпочивають і співають. Третій же, працює цілий день, будуючи міцний цегляний будинок, але його брати насміхаються над ним. Він попереджає, що якщо вони не побудують будинки краще, то Сірий Вовк схопить їх. Порося-скрипаль та Порося-флейтист не звертають на нього уваги і продовжують співати пісню «Не страшний нам сірий вовк» (англ. «Who's afraid of big bad wolf?»). Одного разу Великий Злий Вовк дійсно приходить... |                                                         |                   |                                |            |
| 37 | Старий Король Коуль Old King Cole                       | 29 липня 1933     | Девід Хенд                     | 7:29       |
| Одного разу ввечері в Країні казок розгортається книжка «Старий король Коуль» і відчиняються двері замку короля. Все лише для того, аби герої інших дитячих книжок весело побешкетували до опівночі... |                                                         |                   |                                |            |
| 38 | Колискова країна Lullaby Land                           | 19 серпня 1933    | Вілфред Джексон                | 7:24       |
| Сонне немовля перенеслося до Колискової країни, де підгузки, пляшечки й дитячі стільці живуть власним життям. Немовля блукатиме цією країною аж поки не потрапить до "Забороненого саду" з речами, які дітям не можна чіпати... |                                                         |                   |                                |            |
| 39 | Строкатий дудар The Pied Piper                          | 16 вересня 1933   | Вілфред Джексон                | 7:33       |
| Мультфільм знятий за мотивами середньовічної німецької легенди про Гамельнського щуролова. Легенда про щуролова у найвідомішому варіанті така: одного разу місто Гамельн піддалося щурячій навалі. Ніякі хитрощі не допомагали позбутися гризунів, які нахабніли з кожним днем аж до того, що стали самі нападати на кішок і собак, а також кусати немовлят у колисках. Зневірений міський голова оголосив про нагороду будь-кому, хто допоможе позбавити місто від щурів. Тоді ж у Гамельні з'явився «строкатий дудар». Невідомо, ким він був насправді і звідки з'явився. Зобов'язавши мера виплатити йому як винагороду мішок із золотом, він вийняв з кишені чарівну флейту, під звуки якої всі міські пацюки збіглися до нього, він же вивів зачарованих тварин геть з міста і доправив їх до щурячого раю. Мер та мешканці міста, проте ж, устигли пошкодувати про похапцем дану обіцянку, і коли флейтист повернувся по винагороду, відмовили йому навідріз. Музикант знову заграв на флейті, але цього разу до нього збіглися всі міські діти, в той час як зачаровані дорослі не могли цьому завадити. Так само, як раніше щурів, флейтист вивів їх з міста і повів за собою в гірську ущелину, де знаходився дитячий рай. |                                                         |                   |                                |            |
| 40 | Ніч перед Різдвом The Night Before Christmas            | 9 грудня 1933     | Вілфред Джексон                | 8:28       |
| Цей мультфільм продовжує ідею мультфільму «Майстерня Санти» та є екранізацією віршів Клемента Кларка Мура під назвою «Різдвяний гість (Візит Святого Миколая)». Іграшки оживають, вони танцюють й бешкетують, аж поки не прокинуться діти та знайдуть гарну різдвяну ялинку з безліччю іграшок. |                                                         |                   |                                |            |
| 41 | Китайська крамниця The China Shop                       | 13 січня 1934     | Вілфред Джексон                | 8:25       |
| Після того, як двері в порцеляновій крамниці зачиняються, порцелянові вироби оживають, танцюють і співають... |                                                         |                   |                                |            |
| 42 | Коник та мурахи The Grasshopper and the Ants            | 10 лютого 1934    | Вілфред Джексон                | 8:26       |
| Мультфільм заснований на класичній байці Езопа "Мураха і цикада". Коник грає на скрипці, танцює і ласує листям. Він зауважує, що мурахи старанно збирають їжу і не розуміє чому, адже на кожному дереві є їжа, то ж він не бачить причин працювати. Мураха-королева попереджає коника, що він змінить свою платівку, коли прийде зима... |                                                         |                   |                                |            |
| 43 | Забавні зайченята Funny Little Bunnies                  | 24 березня 1934   | Вілфред Джексон                | 7:09       |
| Мультфільм розповідає про життя у країні Великодніх зайців, де зайченята виготовляють крашанки та інші предмети, пов'язані з Великоднем. |                                                         |                   |                                |            |
| 44 | Великий поганий вовк The Big Bad Wolf                   | 14 квітня 1934    | Берт Джіллетт                  | 9:22       |
| Мультфільм є адаптацією казки "Червона шапочка". Не дослухавшись поради Практичного поросяти, Червона Шапочка у супроводі двох інших поросят пішла коротким шляхом крізь ліс до будинку бабусі. У цьому ж лісі ховається Великий поганий вовк, який просто не може відмовитися від вечері, де можна буде поласувати двома поросятками та маленькою дівчинкою... |                                                         |                   |                                |            |
| 45 | Маленька мудра курочка The Wise Little Hen              | 9 червня 1934     | Вілфред Джексон                | 7:41       |
| Мультфільм був знятий на основі дитячої казки «Маленька руда курочка». Стрічка примітна тим, що саме в ній вперше з'являється персонаж Дональд Дак. Курочка зі своїми курчатами шукають помічника, який допоміг би їм саджати кукурудзу. Курочка по черзі просить допомоги у поросяти Пітера Піґа та каченяти Дональда Дака, але ті симулюють біль у животі і ухиляються від роботи. Курчатам й курочці доводиться поратися самотужки. Така сама ситуація повторюється й коли настає час збирати врожай. Але коли із зібраної кукурудзи курочка готує наїдки, порося й каченя охоче поласували би ними... |                                                         |                   |                                |            |
| 46 | Мишеня, що літає The Flying Mouse                       | 14 липня 1934     | Девід Хенд                     | 9:20       |
| Одному мишеняті так кортіло літати, що воно навіть намагалося зробити собі крила із листя. Але всі його спроби були марними, аж поки не зустрілася фея-метелик... |                                                         |                   |                                |            |
| 47 | Дивні пінгвіни Peculiar Penguins                        | 1 вересня 1934    | Вілфред Джексон                | 9:23       |
| Пінгвін Пітер знаходить собі подружку Поллі і починає до неї залицятися... |                                                         |                   |                                |            |
| 48 | Богиня весни The Goddess of Spring                      | 3 ноября 1934     | Вілфред Джексон                | 9:34       |
| Богиня весни, Персефона гуляє в лісі, коли раптово з'являється правитель підземного світу, Плутон і викрадає її. Опинившись у підземному світі, Плутон проголошує богиню своєю королевою, але Персефона занурюється у смуток, а разом з нею і вся земля. Плутону це набридає і він вирішує відпустити Персефону назад, але з умовою: кожні пів року, вона буде повертатися на землю, а інші пів року житиме у підземному царстві. З поверненням Персефони на землю, світ відновлює гармонію. |                                                         |                   |                                |            |
| 49 | Черепаха та заєць The Tortoise and the Hare             | 5 січня 1935      | Вілфред Джексон                | 8:37       |
| На відміну від оригінальної байки, яка була просто змаганням між зайцем і черепахою, в мультфільмі відбувається велика спортивна подія. Заєць Макс — фаворит гонки, самовпевнений, атлетичний і неймовірно швидкий. Його суперник, Черепаха Тобі, навпаки, повільний і незграбний, за що з нього насміхаються. Однак у нього є здатність розтягуватися, яка виявляється зручною в деяких ситуаціях. Макс говорить Тобі, що він збирається брати участь чесно, проте виглядає очевидним, що Макс збирається просто принизити свого суперника... В 1935 році мультфільм отримав премію «Оскар» за найкращий анімаційний короткометражний фільм. |                                                         |                   |                                |            |
| 50 | Золотий дотик The Golden Touch                          | 22 березня 1935   | Волт Дісней                    | 10:03      |
| Історія заснована на давньогрецькому міфі про царя Мідаса, хоча і має середньовічну обстановку. Надзвичайно багатий цар Мідас ніколи не цікавився ані жінками, ані вином. Та все одно йому ніколи не вистачало золота. Одного дня він забажав, щоб усе, до чого він торкнеться, перетворювалося б на золото... |                                                         |                   |                                |            |
| 51 | Кошеня грабіжник The Robber Kitten                      | 13 квітня 1935    | Девід Хенд                     | 7:47       |
| Амвросій - кошеня, яке мріє втекти з дому, аби стати грабіжником... |                                                         |                   |                                |            |
| 52 | Діти води Water Babies                                  | 11 травня 1935    | Вілфред Джексон                | 8:16       |
| Діти води - це малюки, які ночують всередині водяних лілій. Мультфільм показує як починається їхній день, як він проходить і чим закінчується... |                                                         |                   |                                |            |
| 53 | Карнавал солодощів The Cookie Carnival                  | 25 травня 1935    | Бен Шарпстін                   | 8:01       |
| Ще одна історія про Попелюшку за участю дівчини-печива, яка бажає стати королевою на карнавалі солодощів... |                                                         |                   |                                |            |
| 54 | Хто вбив півня Робіна? Who Killed Cock Robin?           | 26 червня 1935    | Девід Хенд                     | 8:30       |
| Мультфільм заснований на дитячій римі «Хто вбив півня Робіна». Півень Робін співав серенаду міс Дженні Горобчисі коли невідомий нападник вистрілив йому стрілою в серце. Поліція заарештувала трьох осіб. Наступного дня відбудеться суд, на якому мають з'ясувати, хто вбив півня Робіна? |                                                         |                   |                                |            |
| 55 | Музична країна Music Land                               | 5 жовтня 1935     | Вілфред Джексон                | 9:35       |
| У музичному світі є дві ворожі держави - Земля симфоній та Острів Джазу, що лежать по різні боки моря Розбрату. Чи зможе кохання об'єднати ці держави у єдину Музичну країну та збудувати між ними міст Гармонії? |                                                         |                   |                                |            |
| 56 | Три кошенята-сироти Three Orphan Kittens                | 26 жовтня 1935    | Девід Хенд                     | 8:57       |
| У 1936 році мультфільм отримав премію «Оскар» за кращий анімаційний короткометражний фільм. Мультфільм розповідає історію трьох кошенят, яких зимового вечора господарі викинули з машини у мішку. Вибравшись з нього, кошенята крізь хуртовину пробираються до хати, біля якої опинилися... |                                                         |                   |                                |            |
| 57 | Півень гульвіса Cock o' the Walk                        | 30 листопада 1935 | Бен Шарпстін                   | 8:25       |
| Півень - чемпіон світу з боксу повертається додому, навантажений золотими спортивними трофеями. В місті немає жодної курочки, яка не закохалась би у цього красеня. Але півень гульвіса не єдиний в місті, хто жадає любові. Чи зможе молодий і недосвідчений півник відбити свою симпатичну юну ціпочку в сильного, харизматичного та самовпевненого гульвіси?.. |                                                         |                   |                                |            |
| 58 | Зламані іграшки Broken Toys                             | 14 грудня 1935    | Бен Шарпстін                   | 7:56       |
| Маленька лялька-моряк кинута на звалище. Там лялька знайомиться з іншими зламаними або пошкодженими іграшками. Разом вони планують втечу зі смітника. |                                                         |                   |                                |            |
| 59 | Слоненя Елмер Elmer Elephant                            | 28 березня 1936   | Вілфред Джексон                | 8:30       |
| Сором'язливе слоня на ім'я Елмер запросила на святкування свого дня народження тигреня Тіллі. Тіллі любить Елмера, але інші тварини знущаються з його носа і жорстоко цькують слоненя коли Тіллі немає поруч. Чи стане цей ніс у пригоді під час пожежі? Чи допоможе врятувати кохане тигренятко? |                                                         |                   |                                |            |
| 60 | Три вовченята Three Little Wolves                       | 18 квітня 1936    | Девід Хенд                     | 9:21       |
| Третій мультфільм циклу "Кумедні симфонії" де у головній ролі виступають "Три поросятка". Сюжет мультфільму ґрунтується на байці Езопа «Хлопчик, що кричав "вовк"». Сини Великого поганого вовка - три вовченята - так само прагнуть поласувати свининкою, як і їхній батько. Та чи вдасться їм це у той час, коли найрозумніший з поросят винайшов машину для "умиротворення вовка"? |                                                         |                   |                                |            |
| 61 | Черепаха Тобі повертається Toby Tortoise Returns        | 22 серпня 1936    | Вілфред Джексон                | 7:29       |
| Заєць Макс – визнаний чемпіон з боксу. Тож усі звірі упевнені, що йому перемога над неквапливим й незграбним Тобі нічого не вартуватиме. Однак натхнення щодо звитяги таки прийде до черепахи з несподіваного боку... |                                                         |                   |                                |            |
| 62 | Три сліпих мишкетери Three Blind Mouseketeers           | 26 вересня 1936   | Девід Хенд                     | 8:45       |
| Мультфільм заснований на дитячій римі «Три сліпих мишенята» та романі Александра Дюма-батька 1844 року «Три мушкетери». Три сліпі миші - мушкетери, які живуть у льохсі. Капітан Кіт встановлює для них низку пасток і чекає на те, що до них потраплять "мишкетери". Коли мишкетери виходять на пошуки їжі, ухиляючись від усіх пасток, кіт, що заснув в очікуванні, нарешті прокидається і починає переслідувати їх, але, завдяки мишиній командній роботі під гаслом "Один за всіх і всі за одного!", вони все одно переможуть підступного капітана Кота. |                                                         |                   |                                |            |
| 63 | Двоюрідний брат із села The Country Cousin              | 31 октября 1936   | Девід Хенд                     | 9:17       |
| Сценарій мультфільма заснований на байці Езопа «Хатня миша й польова миша». У 1937 році мультфільм отримав премію «Оскар» як кращий анімаційний короткометражний фільм 1936 року. Двоюрідний брат Монті викликає телеграмою жити до міста мишку Абнера з села "Подунк" (в американському англомовному середовищі ця назва означає «чорт-зна-де», «глушина»). Чи зможе сільський родич ужитися серед хмарочосів та іншої незнайомої й ворожої міської реальності? |                                                         |                   |                                |            |
| 64 | Мамця Плуто Mother Pluto                                | 14 ноября 1936    | Девід Хенд                     | 8:36       |
| У собачій конурі Плуто вилупилися пташенята курки. Як він впорається із роллю мамці і які пригоди чекають на нього та курчат? |                                                         |                   |                                |            |
| 65 | Більше кошенят More Kittens                             | 19 грудня 1936    | Девід Хенд Вілфред Джексон     | 8:12       |
| Кошенята, відомі глядачеві з мультфільму "Три кошенята-сироти" знову влаштували безлад у будинку. Тому хатня робітниця вигнала їх з оселі. Але і на дворі маленькі бісенята знайшли пригоди на свої дупки. Хто ж цього разу стане на їх захист та позбавить від покарання? |                                                         |                   |                                |            |
| 66 | Лісове кафе Woodland Café                               | 13 березня 1937   | Вілфред Джексон                | 7:38       |
| У цьому мультфільмі у грайливій музичній манері, притаманній мультсеріалу, показане життя нічного клубу, у якому персонал і відвідувачі - самі комахи. |                                                         |                   |                                |            |
| 67 | Маленький Гайавата Little Hiawatha                      | 15 травня 1937    | Девід Хенд                     | 9:11       |
| Мультфільм створений на основі епічної поеми «Пісня про Гайавату» (1855) пера американського поета та перекладача Генрі Водсворта Лонґфелло. Він розповідає про дитинство головного героя - Гайавату, його подорож на берестяному каное, полювання та повернення додому. |                                                         |                   |                                |            |
| 68 | Старий млин The Old Mill                                | 5 листопада 1937  | Вілфред Джексон                | 8:50       |
| Занедбаний млин став домівкою для різних птахів та мишей, до них приєднались жаби, цвіркуни та світлячки, що пристосувались до життя поруч із старим млином. Коли настає буря та виникає сильна гроза, усі тваринки ховаються в укритті млину та перечікують негоду. Але настане ранок і всі переживання минулої ночі залишаться позаду. У 1938 році мультфільм отримав премію «Оскар» як найкращий анімаційний короткометражний фільм. |                                                         |                   |                                |            |
| 69 | Нетля й полум'я Moth and the Flame                      | 1 квітня 1938     | Берт Джіллетт                  | 7:46       |
| Метелики потрапляють до крамниці одягу через погано заткнутий отвір у вікні і швидко куштують наявні там костюми. Але полум'я свічки намагається спокусити дівчнину-нетлю... Лише гуртом молі зможуть загасити підступне полум'я та врятувати свою подругу. |                                                         |                   |                                |            |
| 70 | Вінкен, Блінкен та Нод Wynken, Blynken, and Nod         | 27 травня 1938    | Ґрем Гейд                      | 8:18       |
| Мультфільм є адаптацією однойменної колискової Юджина Філда. Троє сонних дітей пливуть у човні (дерев’яному черевичку) по небу. Після чисельних пригод вони повертаються на землю і виявляєть, що то були не діти: Вінкен та Блінкен - два оченята сплячого хлопчика, а Нод - його маленька голівонька. В різних перекладах і за різних трактувань вважають, що Вінкен, Блінкен та Нод - це Дрімота, Стома та Сон або Прищур, Позіх й Кивок. |                                                         |                   |                                |            |
| 71 | Симфонія на фермі Farmyard Symphony                     | 14 жовтня 1938    | Джек Каттінґ                   | 8:11       |
| Мультфільм у притаманній серіалу веселій музичній манері розповідає про життя тварин на фермі. |                                                         |                   |                                |            |
| 72 | Русалоньки Merbabies                                    | 9 грудня 1938     | Рудольф Айзінґ Вернон Столінґс | 8:36       |
| Мультфільм у притаманній серіалу веселій музичній манері розповідає про один день з життя маленьких дитинчат-русалоньок, які з'являютсься з бульбашок хвиль і так само зникають у хвилях. |                                                         |                   |                                |            |
| 73 | Матуся Гуска їде в Голлівуд Mother Goose Goes Hollywood | 23 грудня 1938    | Вілфред Джексон                | 7:55       |
| Фільм пародіює кілька дитячих віршів зі збірки «Казки Матусі Гуски», використовуючи карикатури на популярних голлівудських кінозірок 1930-х років. |                                                         |                   |                                |            |
| 74 | Практичне порося The Practical Pig                      | 24 лютого 1939    | Дік Рікард                     | 8:22       |
| Продовження пригод трьох поросят, вовка та трьох вовченят. Цього разу, двоє поросят потрапили до вовчої пастки під час купання у ставку. Проте вовку дуже закортіло упіймати також і третього поросятку. Він як завжди вдався до обману, аби вполювати третє порося та на зауважив, що той вже винайшов "детектор брехні"... |                                                         |                   |                                |            |
| 75 | Гидке каченя The Ugly Duckling                          | 7 квітня 1939     | Джек Каттінґ                   | 9:00       |
| Заснований на однойменній казці Ганса Крістіана Андерсена. Батько-качур очікує, коли мати-качка висидить яйця. Та не всі пташенята, що вилуплюються з яєць, виявляються схожими на батька. Чи зможе гидке каченя знайти люблячу родину? |                                                         |                   |                                |            |